# Бузунов Василь Гаврилович
Василь Гаврилович Бузунов (рос. Василий Гаврилович Бузунов, 4 лютого 1928, Ішим, Сибірський край, РРФСР, СРСР — 18 лютого 2004, Романівка, Ленінградська область, Росія) — радянський футболіст і хокеїст, центральний нападник (футбол) та півзахисник (хокей). Також відомий грою у хокей з м'ячем. Загалом у чемпіонатах СРСР зіграв 93 матчі та забив 46 м'ячів.

## Біографія
- У 1956 році, виступаючи за команду ТДВ Свердловськ, двічі забив по чотири м'ячі за матч.
- У 1951 і 1952 роках включався в список 22 найкращих гравців в хокей з м'ячем сезону.
- В 1951 році став срібним призером чемпіонату СРСР.
- У 1952 році став бронзовим призером чемпіонату СРСР і чемпіоном РРФСР.

## Досягнення
- Найкращий бомбардир чемпіонату СРСР: 1956 (17 голів), 1957 (16 голів).